# أدريان روزا
أدريان روزا (بالإنجليزية: Adrian Rosa)‏ هو لاعب سنوكر بريطاني، ولد في 17 يناير 1971.

## روابط خارجية
- أدريان روزا على موقع CueTracker.net (الإنجليزية)